# Robert Massart

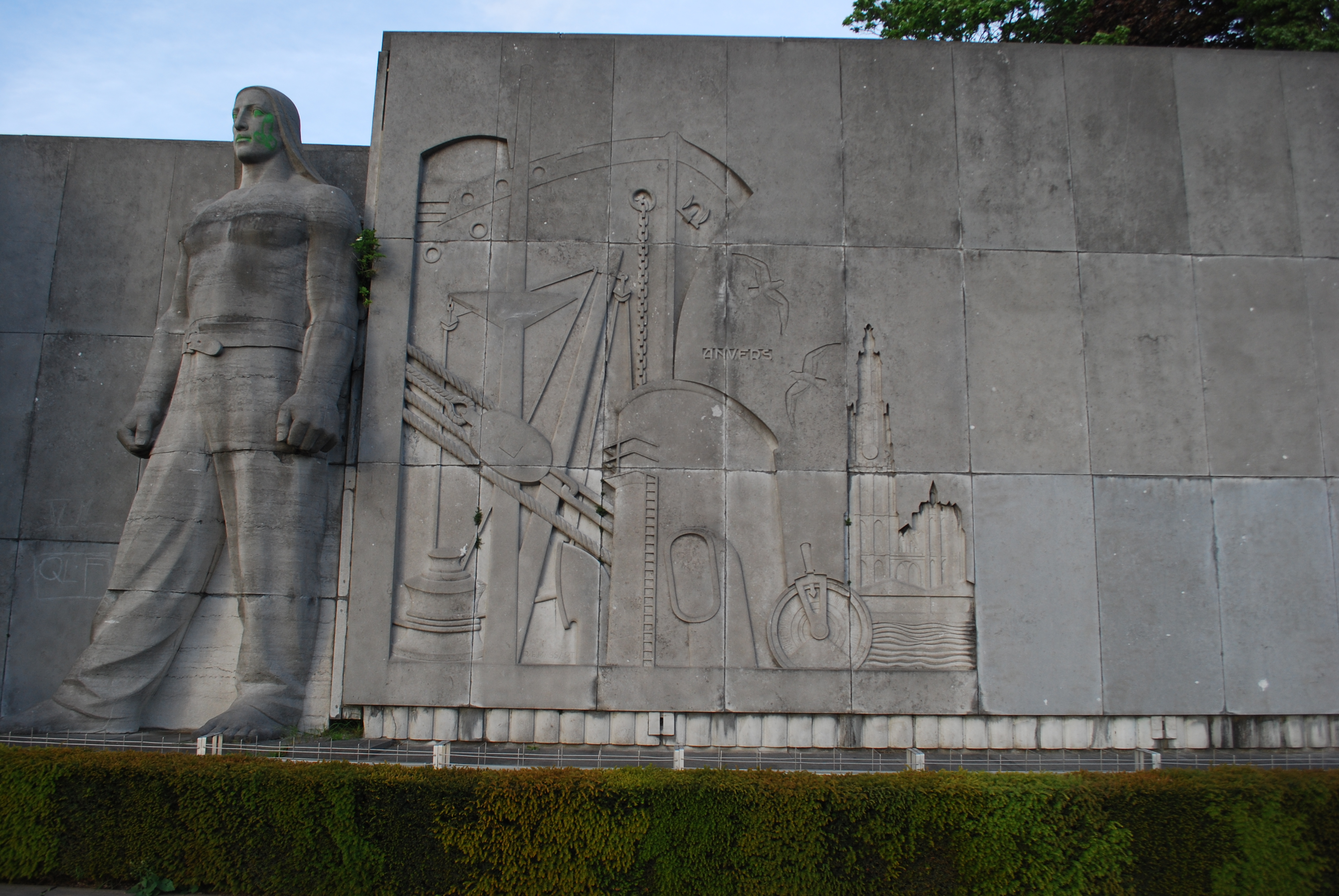
Antwerpse buildrager met reliëf van de havenstad (1938-1939)

Jules Marie Antoine Robert (Robert) Massart (Forêt, 11 december 1892 – Parijs, 13 mei 1955) was een Belgisch kunstschilder en beeldhouwer.

## Leven en werk
Robert Massart was een zoon van gemeenteontvanger Pierre Massart en modiste Josephine Emilie Gerard. Hij studeerde aan de Academie voor Schone Kunsten in Luik, als leerling van de beeldhouwer Joseph Rulot. In 1915 behaalde hij er een eerste prijs. Na zijn opleiding huurde hij een atelier in Verviers en schilderde aanvankelijk het landschap van de Vesder (1916-1918), maar ging zich meer en meer richten op de beeldhouwkunst.
Massart maakte classicistische beelden, waaronder allegorische composities, bustes, monumenten, reliëfs en vrouwenfiguren. In 1922 debuteerde hij als exposant op de driejaarlijkse in Antwerpen met zijn Tors eener vrouw. Op de Meisalon in het Paleis voor Schone Kunsten in Luik toonde hij in 1925 veertien grote vrouwenfiguren die zijn voorliefde voor Egyptische kunst lieten zien.Hij nam ook deel aan tentoonstellingen van de Cercle des Beaux-Arts in Luik (1923-1944).
In 1926 kreeg Massart de opdracht voor een oorlogsmonument in Sougné-Remouchamps. Hij hakte uit een rotsblok een beeldengroep van een treurende vrouwenfiguur naast een gehelmde soldaat met ontbloot bovenlijf. Het sterk ingetogen beeld viel niet in de smaak bij een deel van de bevolking en werd nog voor de onthulling met inkt overgoten en met teer besmeurd. Teleurgesteld verliet Massart België en vestigde zich in Parijs. Hij maakte een tijdlang wassenbeelden voor warenhuizen.
Vanaf de jaren 30 keerde Massart toch weer geregeld naar Luik terug. Hij werd in 1938 door het stadsbestuur gevraagd ter gelegenheid van de Exposition internationale de la technique de l'eau de 1939 en de opening van het Albertkanaal met Marcel Rau en Louis Dupont een gedenkteken te maken dat bij de samenvloeiing van het kanaal en de Maas werd geplaatst. Rau maakte een monumentaal, 12,5 meter hoog standbeeld van koning Albert I aan de voet van een ruim 40 meter hoge vuurtoren. De vuurtoren staat op een punt van een driehoek, die verder wordt gevormd door twee steunmuren. Voor de uiteinden van deze muren maakten Massart en Dupont elk een 7,5 meter hoog beeld en een reliëf van 6x5 meter. Massart maakte een beeld van een Antwerpse buildrager en een reliëf van Antwerpen en haar haven, Dupont maakte een beeld van een metaalarbeider en een reliëf van Luik en haar industrieën. Massart en Dupont kwamen elkaar daarna vaker bij opdrachten tegen.
Robert Massart overleed op 62-jarige leeftijd in een Parijse kliniek.

## Enkele werken
- 1926: Monument aux morts, bij de Église Saint-Martin in Sougné.[6]
- 1932-1938: Surveillantes, twee luifelbeelden voor het Lycée Léonie de Waha in Luik, waarvan één werd gemaakt door Massart, het andere door Jules Brouns.
- 1938-1939: Le débardeur, beeld van een buildrager voor het Albert I-monument bij de ingang van het Albertkanaal.
- 1939: L'insouciance de la jeunesse, bas-reliëf voor het Lycée Léonie de Waha in Luik. Het is eentje in een serie van drie, boven de entree van de school, de twee andere werden gemaakt door Louis Dupont (links) en Adelin Salle (midden).
- 1947-1949: L'Art et la Technique, beeldengroep aan de Quai sur Meuse onder de Pont des Arches in Luik.[7]
- 1949?: fonteinbeeld bij het Maison du pont aan de Rue du Mont-de-Piété/Quai de Maestricht in Luik.
- 1951: bas-reliëf voor de gevel van het Hôtel des Télégraphes et des Téléphones aan de Rue de l'Université in Luik. Een tweede reliëf werd gemaakt door Dupont. De reliëfs werden in 1995 verplaatst naar de Rue du Nord-Belge in Luik.
- 1952: Nu assis, collectie Centre national des arts plastiques.
- 1954-1955: drie bas-reliëfs voor de gevel van het nieuwe gebouw van de Openbare Onderstand in Luik.
- Hollowellgedenkteken in Francorchamps. Monument ter herinnering aan Bill Hollowell (1902-1925), de eerste coureur die op het Circuit de Spa-Francorchamps om het leven kwam.[8]
- drie bas-reliëfs voor de Joseph Wauters-kliniek in Borgworm.
- buste van de schilder Jean Donnay. Donnay tekende op zijn beurt Massarts portret.[4]
- De dageraad en De avondschemering, twee allegorische tuinbeelden voor de Jules Seeligerkliniek in Luik.

## Galerij

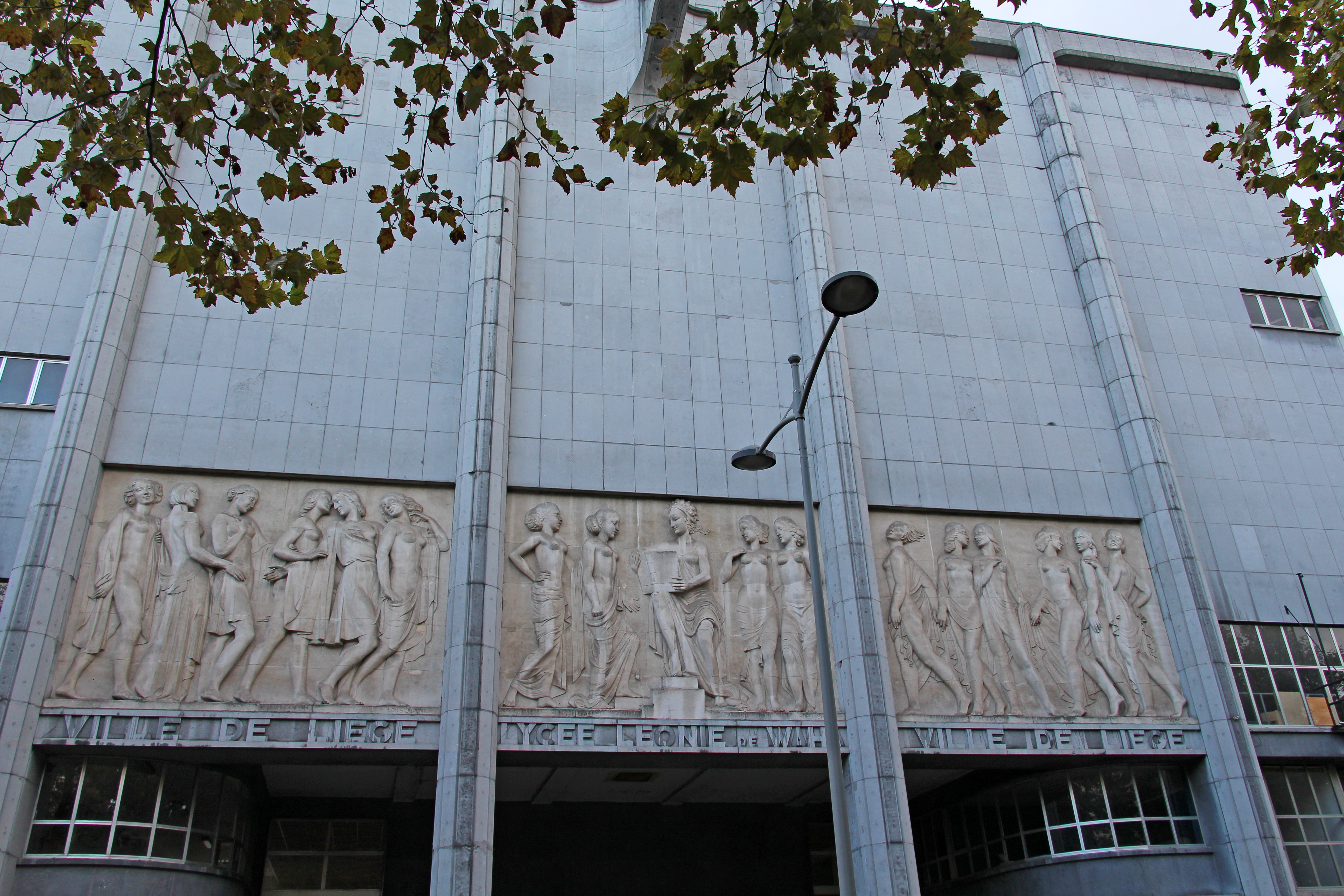
reliëf (rechts) voor het Lycée Léonie de Waha in Luik (1939)
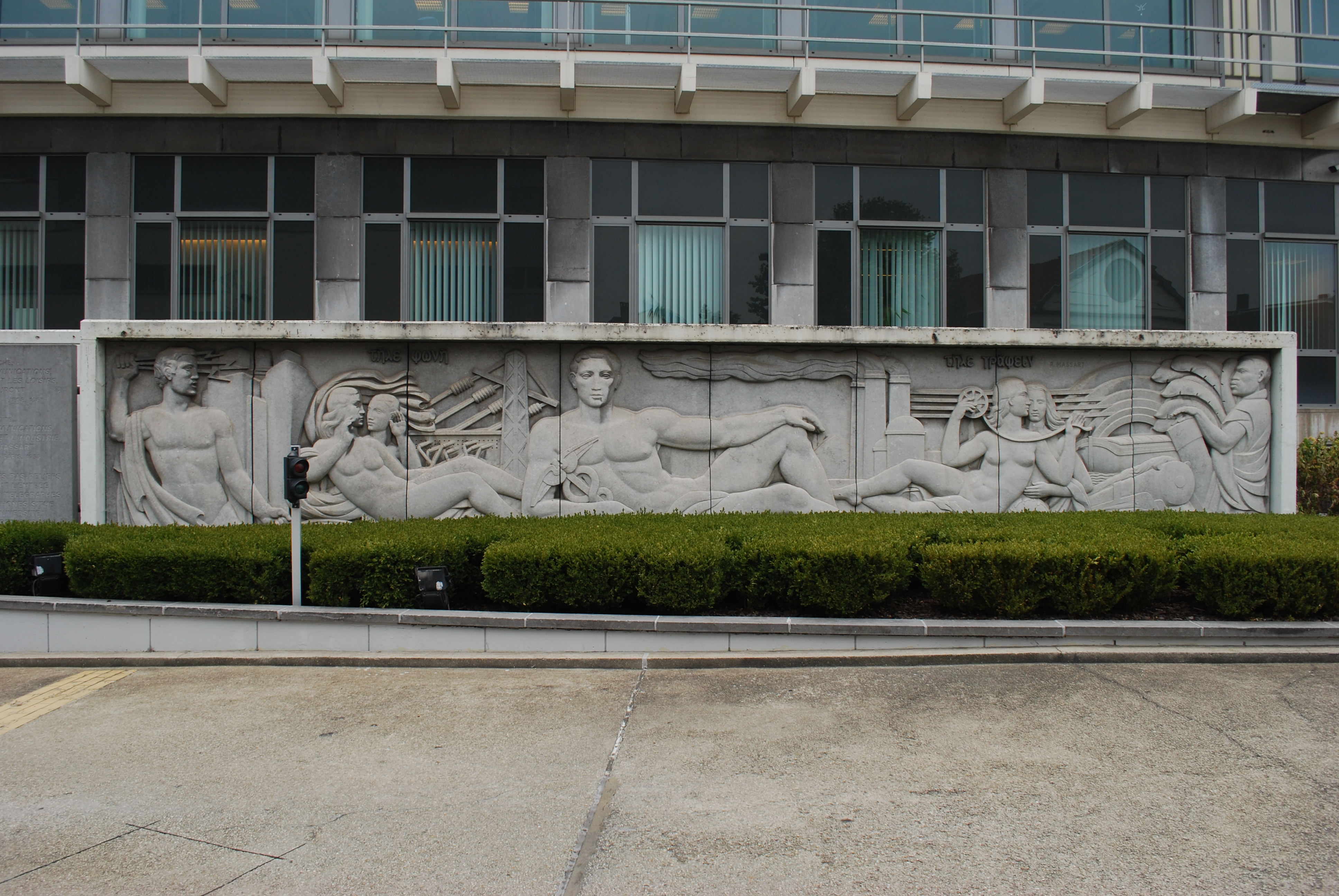
reliëf voor het Hôtel des Télégraphes et des Téléphones in Luik (1951)